# Blasia pusilla
Blasia pusilla là một loài rêu trong họ Blasiaceae. Loài này được L. mô tả khoa học đầu tiên năm 1753.

## Hình ảnh

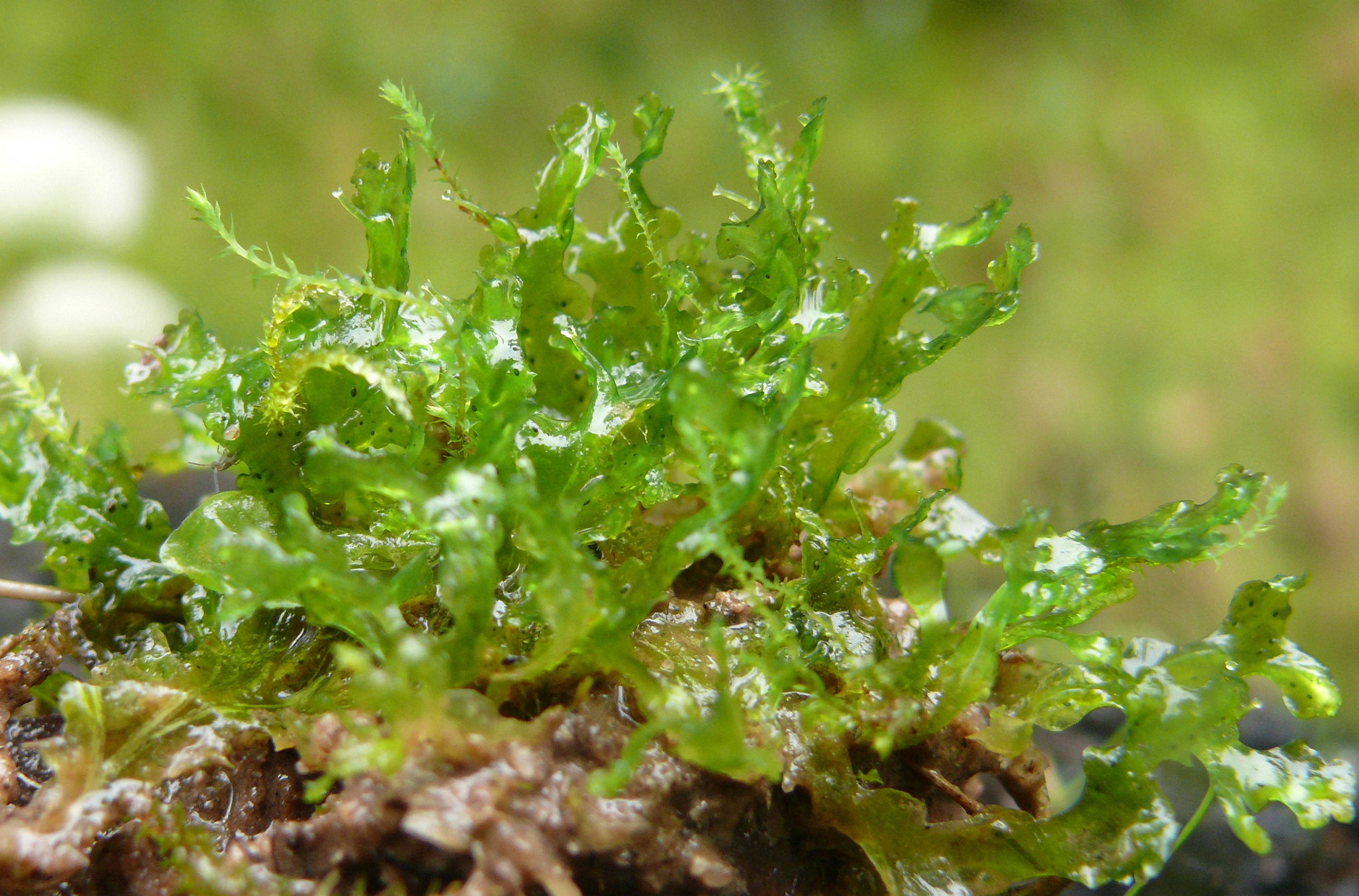
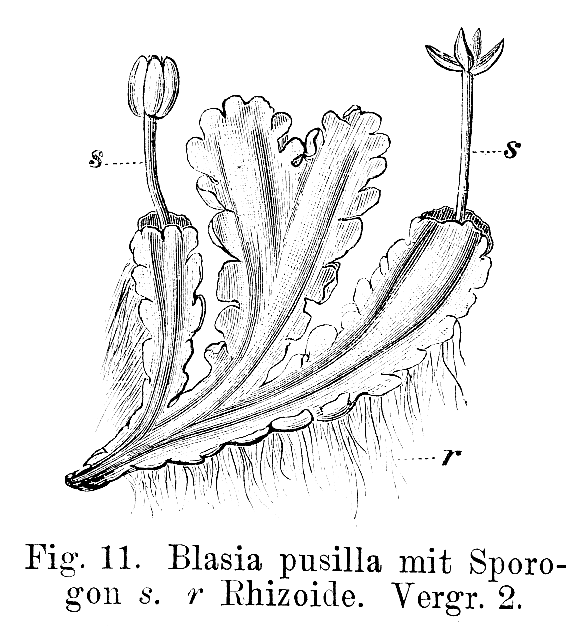
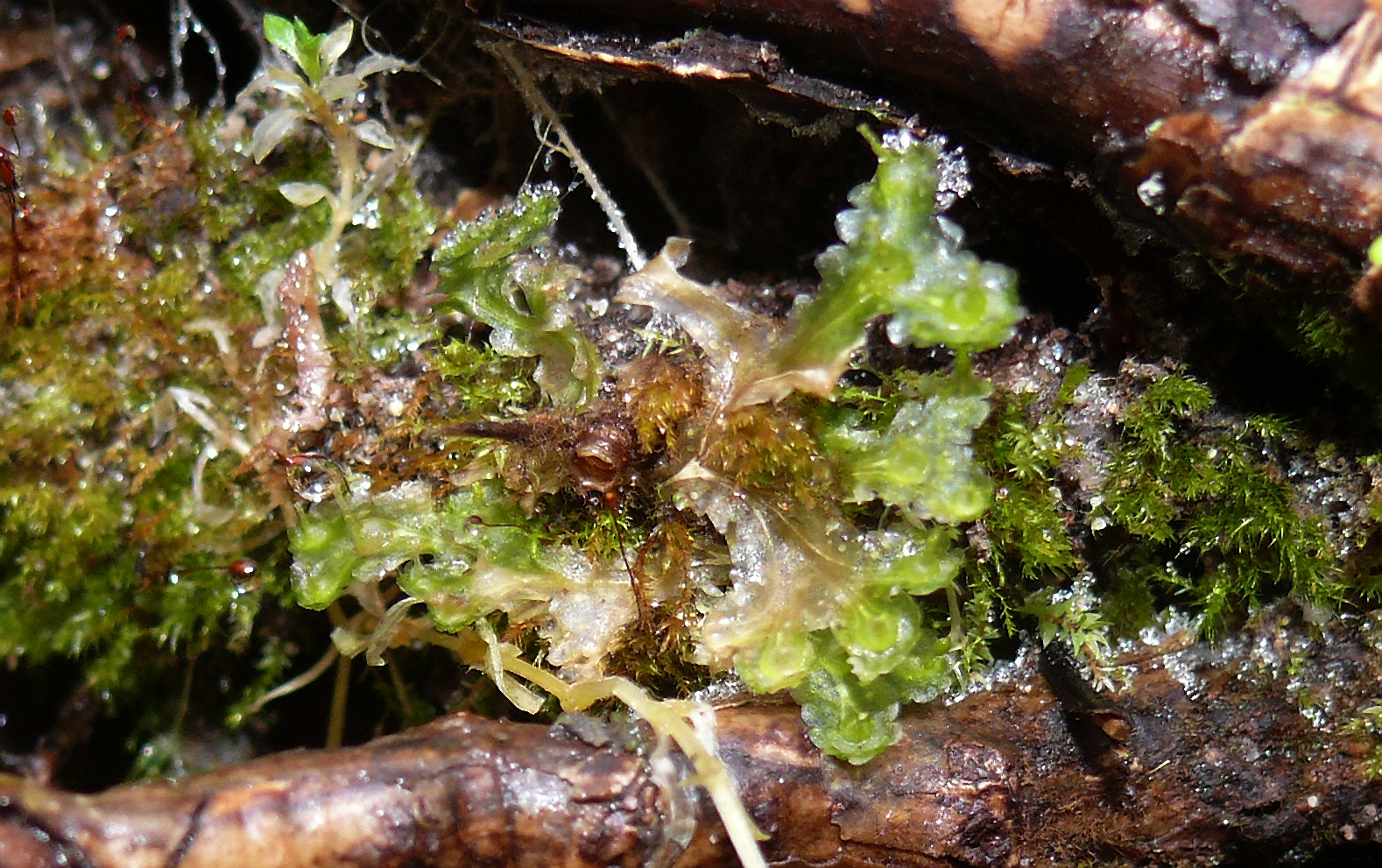
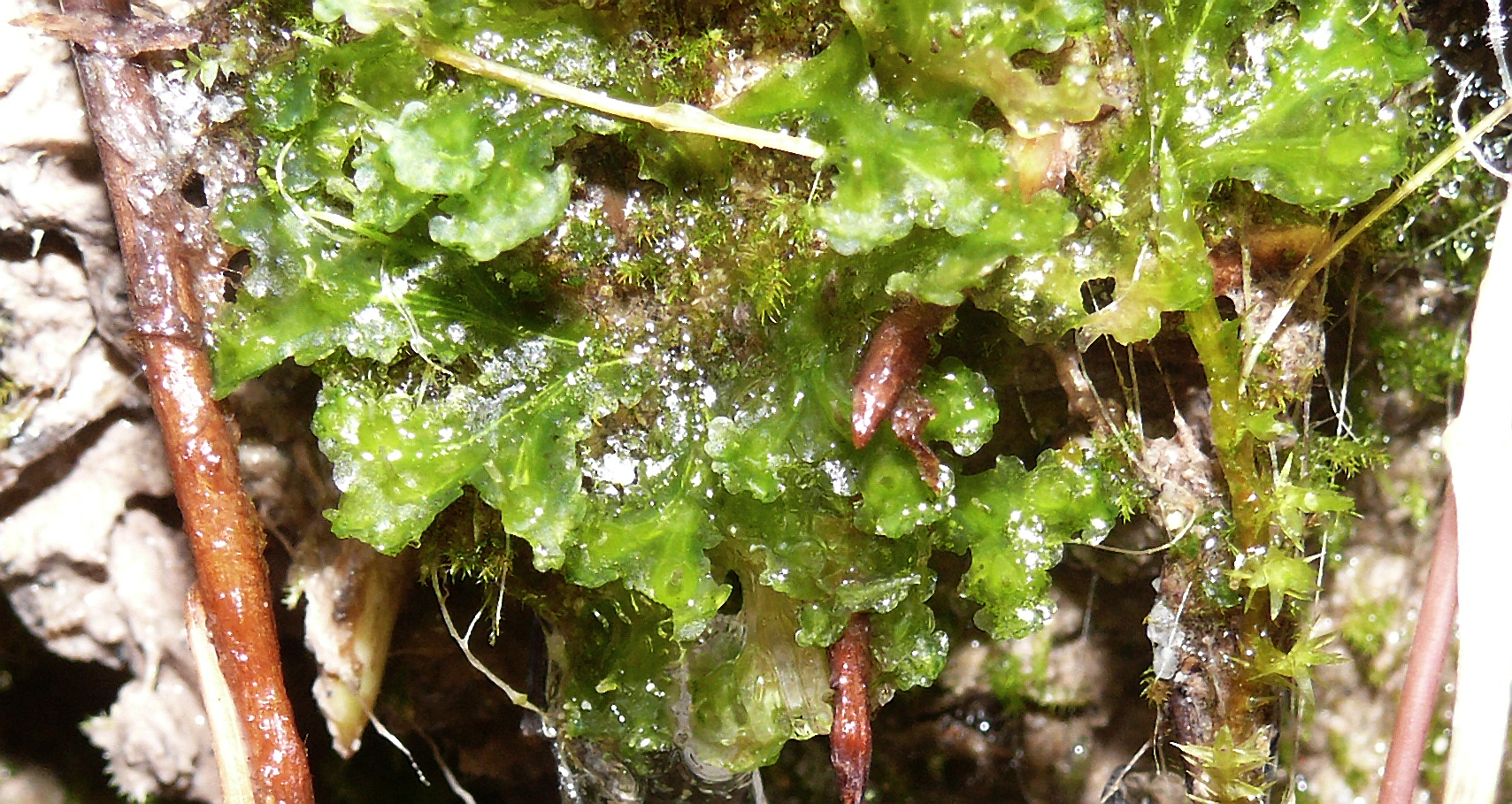